# 胡长和
胡长和（1933年12月—），女，江西玉山人，中国地质学家，曾任第七、八届全国政协委员。